# Oscar II
Oscar II, Oscar Fredrik, född 21 januari 1829 på Stockholms slott i Stockholm, död 8 december 1907 på Stockholms slott, var kung av Sverige 1872–1907, kung av Norge 1872–1905, samt hertig av Östergötland. Han var tredje son till Oscar I och Josefina och bror till Karl XV. Oscar gifte sig 1857 med Sofia av Nassau. Han själv använde stavningen Oscar, och efter hans död har stavningspraxis varierat mellan detta och Oskar.
Oscar II var kung under ett skede då Sverige genomgick en period av industrialisering och snabb teknisk utveckling, och då unionen mellan Sverige och Norge försvagades för att slutligen upplösas. Perioden går ibland under beteckningen den oskarianska. Oscar var den tredje av fyra bröder i en syskonskara på fem. Då den äldste brodern, kung Karl XV, saknade tronarvingar (hans ende son hade avlidit i späd ålder 1854 och hans dotter saknade arvsrätt) och mellanbrodern prins Gustaf avlidit 1852, blev det vid Karls bortgång 1872 Oscar som fick ärva tronen.

## Ungdom

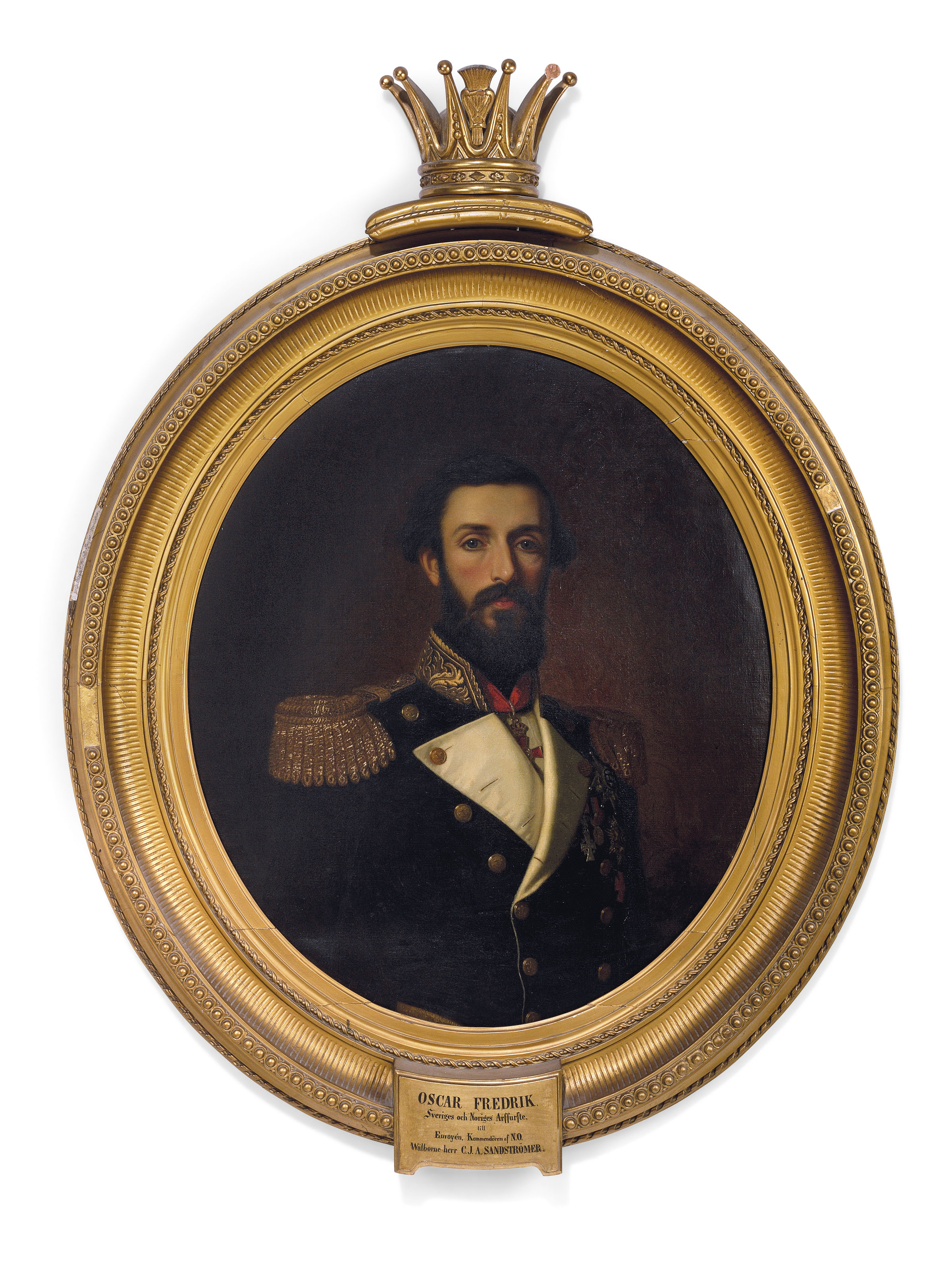
Prins Oscar Fredrik ca. 1865

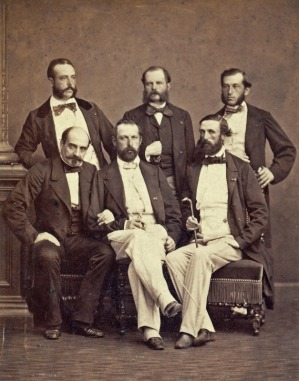
Oscar (sittande till höger) som prins under ett besök av Världsutställningen i Paris 1867. Den äldre brodern Karl XV sitter i mitten.

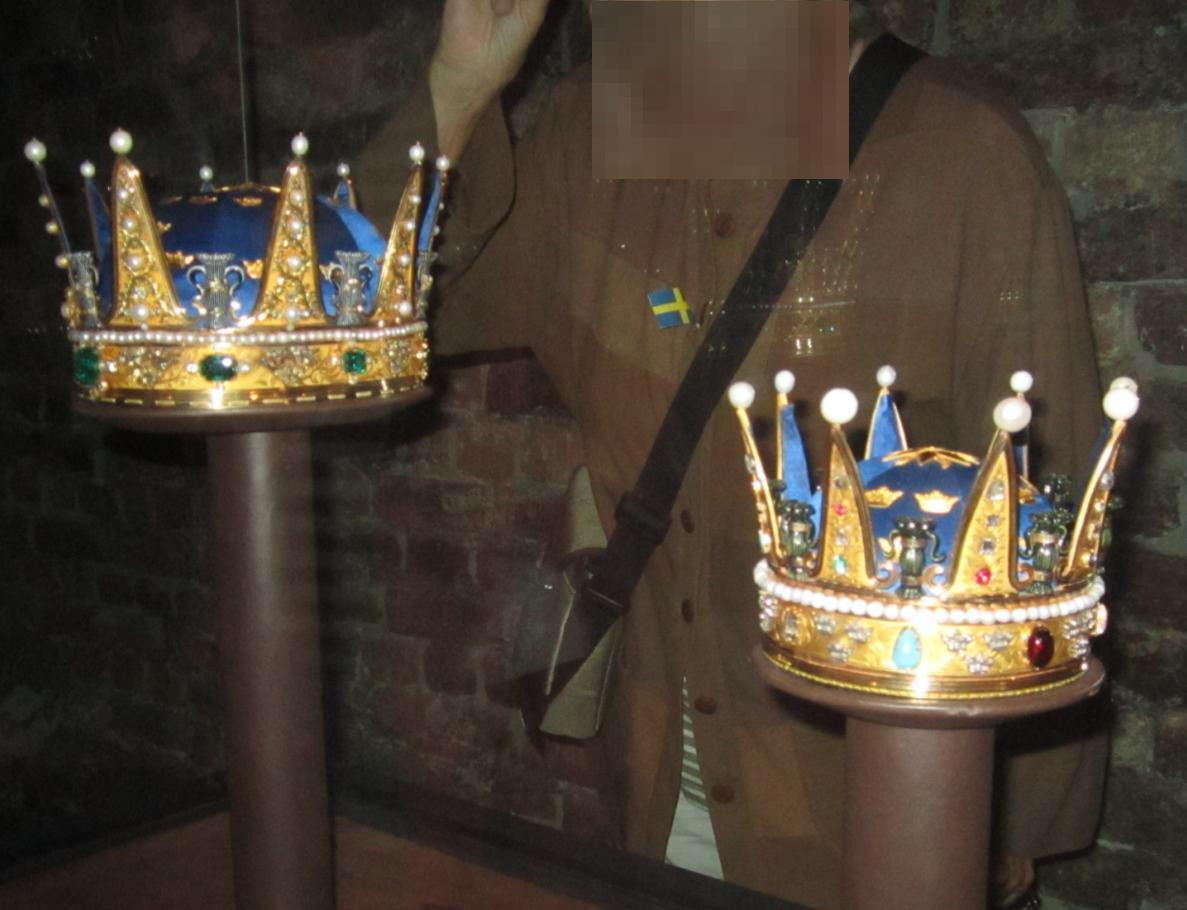
Krona (till vänster) skapad åt prins Oskar till faderns kröning år 1844.

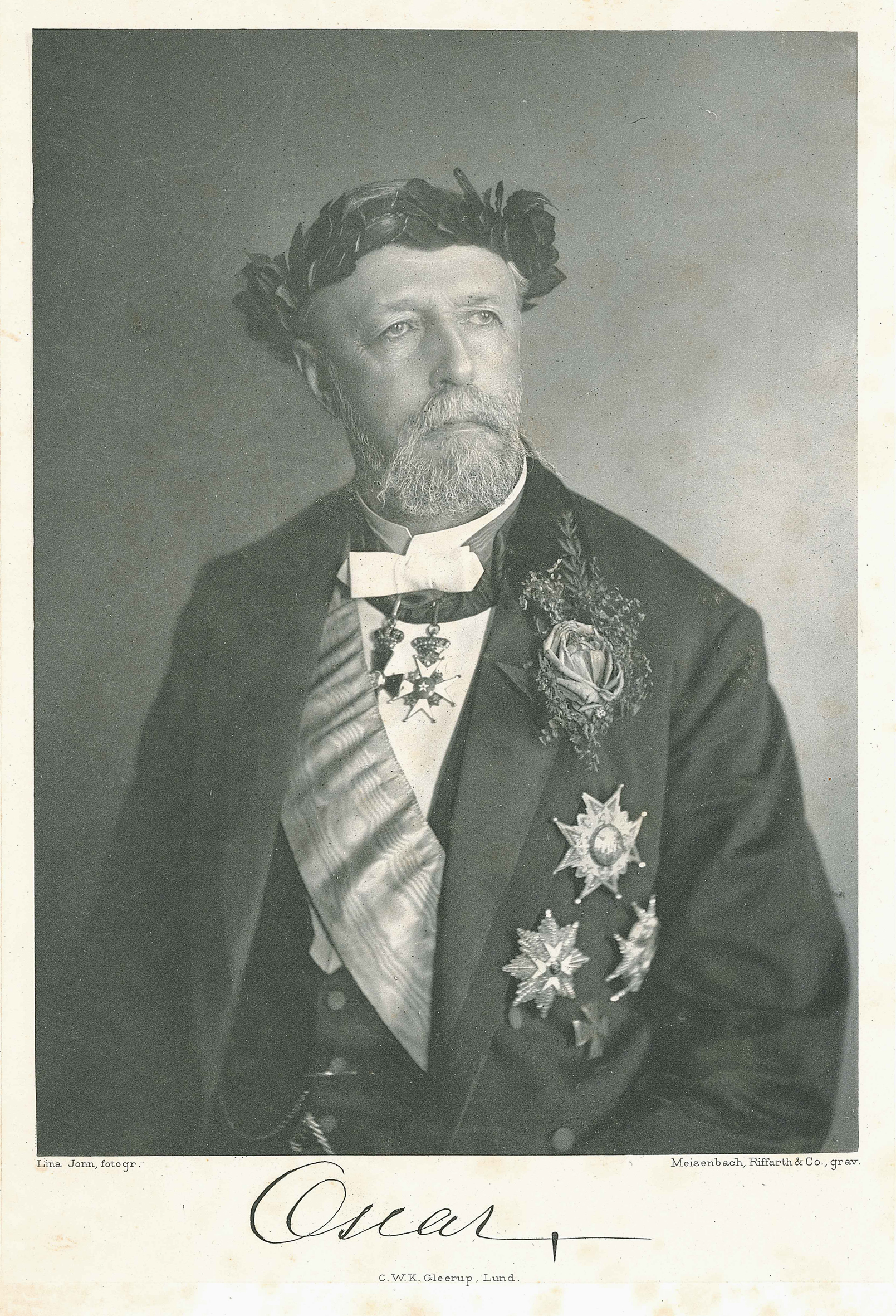
Lina Jonns uppmärksammade fotografi av kung Oscar II från doktorspromotionen 1893. Blomsterarrangemanget på slaget ingick inte i monarkens ursprungliga frackdekorationer utan sattes dit särskilt för fotograferingen av Olga Fürst, maka till Carl Magnus Fürst.

Oscar II:s dop skedde den 28 januari 1829 klockan 18.00 i konungens Stånddrabantsal (från 1845 Vita havet). Dopet förrättades av ärkebiskopen Carl von Rosenstein, och vid sidan om honom stod biskopen i Växjö stift Esaias Tegnér, biskopen i Strängnäs stift Pehr Thyselius, ordensbiskopen Johan Olof Wallin samt överhovpredikanten Johan Jacob Hedrén. Vid dopfunten fanns även Erik Gustaf Geijer. Direkt efter dopceremonin saluterades det med 128 kanonskott i två omgångar.

### Uppväxt och utbildning
Modern Josefina hade som mål att uppfostra prinsarna till att bli tåliga och inte bortskämda. Prinsarna och prinsessan delade samma matrum, sovrum och lekrum i den östra flygeln. Oscar blev liksom sina syskon uppfostrad under överinseende av grevinnan Christina Ulrika Taube. Kungabarnen skulle utmärka sig för "ett oförvitligt, moraliskt högstående leverne", som det stod i drottning Josefinas instruktioner till läraren. Under åren 1833–1837 var docenten i praktisk filosofi Christopher Jacob Boström hans lärare. Eftersom Oscar och hans bröder även var norska prinsar behövde barnen lära sig att läsa och skriva norska. Deras norska lärare blev Otto Aubert, som även undervisade barnen i matematik och gymnastik. Lektionerna pågick mellan åtta och tolv på förmiddagen och mellan fyra och sex på eftermiddagen. Aubert var dock sjuk i tuberkulos och avled 1838, då den nya läraren blev "den svenska gymnastikens fader", Pehr Henrik Ling. Han avled dock året efter Aubert. Barnen fick en ovanligt fin konstnärlig utbildning av dåtidens främsta musik- och konstlärare från Konstakademien. Syskonens musiklärare var Adolf Fredrik Lindblad. Förutom utbildning i konst och musik fick barnen lära sig dansa kadrilj och vals.  Barnen fick då och då själva göra sitt undervisningsmaterial, exempelvis ritade Oscar kartor över England på geografilektionerna. På historielektionerna skulle barnen lära sig om den svenska historien, men också om en furstes plikter.
Då Oscar var femton år och hans äldre bröder var nitton och sjutton åkte de till Uppsala universitet för att studera, där han studerade matematik. Fadern hade låtit göra i ordning en bostad och Oscar och hans bröder försökte vara närvarande vid de flesta föreläsningar som Per Daniel Amadeus Atterboms och Erik Gustaf Geijers föreläsningar. Under tiden i Uppsala inledde Oscar sin militära bana, eftersom alla prinsar tilldelades vapenslag till de landskap de var hertig över. Prins Oscar tilldelades den kungliga flottan och hade mönstrat vid 10 års ålder på fregatten Götheborg.

### Karriär i flottan
Oscar utbildade sig till sjöofficer. Han tog officersexamen i juli 1845 och åren 1846-1847 medverkade han på en årslång segling med fregatten Eugénie i Östersjön och Medelhavet. Han blev kommendörkapten när han fyllde 23 och slutade som konteramiral i flottan vid Krimkriget, vid 26 års ålder. Han skrev inte bara fackböcker i ämnet, som Om skärgårdsflottans debarkeringstrupper och Förslag till exercisreglemente för K. Maj:ts landstigningstrupper, utan även dikter; under signaturen Oscar Fredrik publicerade han 1858 diktcykeln Ur svenska flottans minnen. Han var också inspektör för de svenska militärläroverken. 13 december 1848 utsågs han till förste hedersledamot av Kungliga Vetenskapsakademien. Han var under åren 1865–1872 ordförande i Militärsällskapet i Stockholm. Oscar blev generallöjtnant i armén den 1 december 1858.
Oscar deltog även i flera debatter angående flottan, både med den dåvarande kungen och den dåvarande sjöministern Baltzar von Platen. Den sistnämnde hade framlagt ett förslag till 1850-1851 års riksdag, som Oscar inte tyckte om. Det blev stora debatter, även på 1860-talet när von Platen kommit tillbaka som sjöminister.

### Det enade Norden
Under tiden i Uppsala hade Oscar och hans två äldre bröder Gustav och Karl, tillsammans med flera andra, fått idén om att skapa ett enat nordiskt rike, under en och samma kung. Den dåvarande kungen, Oscar II far, Oscar I, visade även han intresse för idén och erbjöd till och med danskarna en allians, men de svenska politikerna tvekade.
Även efter Oscar I:s död fortsatte intresset för det enade Norden, och Oscar och Karl XV åkte runt i Europa för att påverka de europeiska regenterna och informera dem om deras plan. I Frankrike talade de med Napoleon III och i London mötte de både drottning Viktoria och den dåvarande premiärministern Lord Palmerston. Prins Oscar och Karl XV ska dock inte ha pratat särskilt bra engelska, åtminstone inte enligt Lord Palmerston. Han skriver efter samtalet i en rapport till drottning Viktoria: "Det mesta av vad kungen av Sverige och prins Oscar yttrade förblev oklart". Ingen av de politiker och regenter Oscar och Karl träffade visade något engagemang för idéerna om ett enat norden, och projektet misslyckades.

### Äktenskap

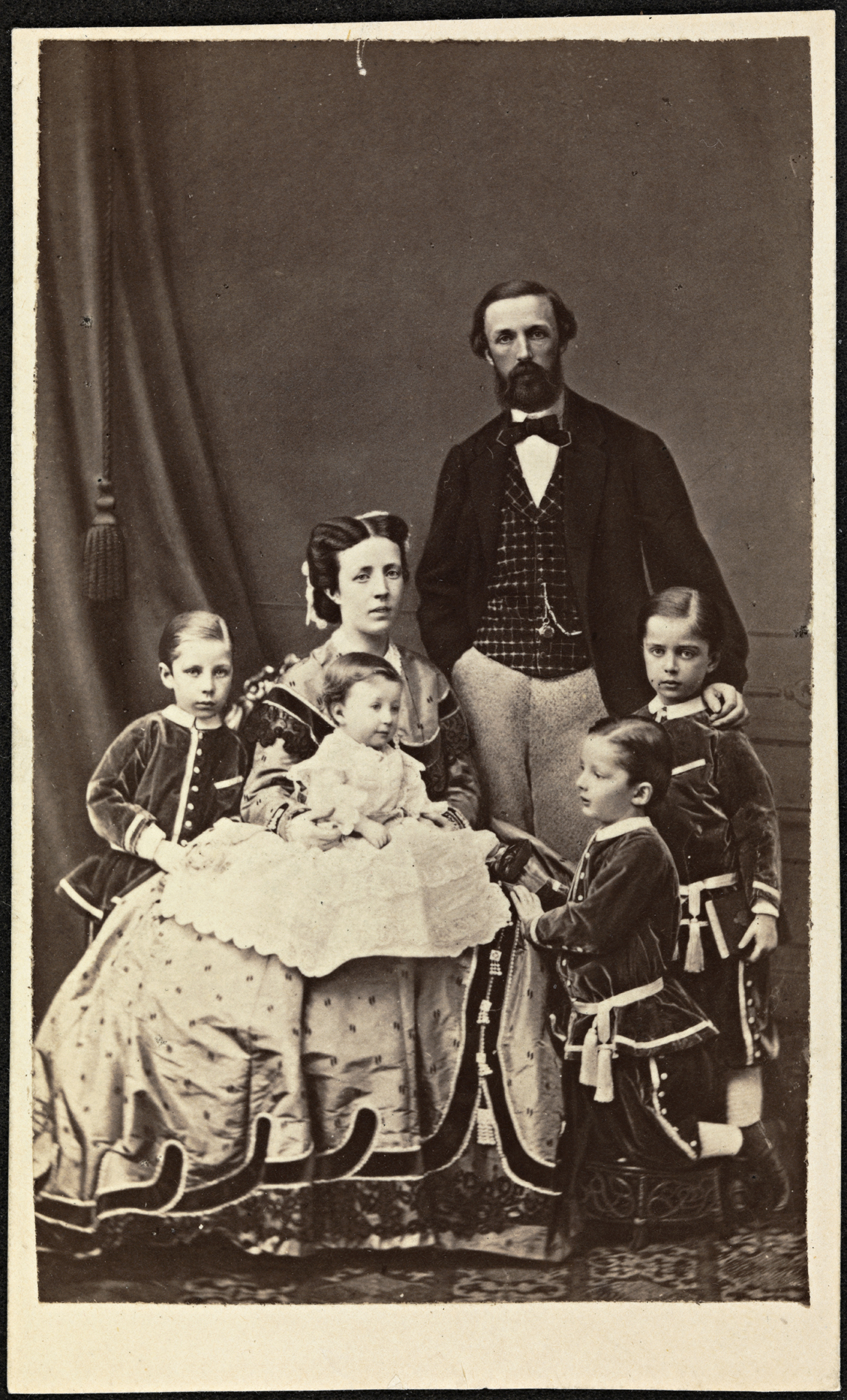
Porträtt av prins Oscar med hustrun Sofia och sina fyra barn.

Under en utlandsresa 1856 besökte han bland annat hovet i Nassau i Tyskland och den 8 oktober samma år tillkännagavs hans förlovning med prinsessan Sofia av Nassau. Paret vigdes i slottet i Biebrichs rotunda den 6 juni 1857. Oscars föräldrar var dock inte närvarande vid bröllopet, eftersom hans far hade drabbats av hjärntumör och hans moder behövde stanna och ta hand om honom. Karl behövde ta över styret och tvingades stanna kvar i landet, så ingen av Oscars släktingar var närvarande. Själva bröllopet beskrevs som ett festligt, påkostat och vackert arrangemang. Den 11 juni inledde de nygifta sin resa mot Sverige, och de for under namnen "baronen och baronessan av Tullgarn". Resan tog sju dagar, och den 18 juni var brudparet framme i Stockholm och kunde flytta in på det nyligen renoverade Arvfurstens palats, nuvarande Utrikesdepartementet. Ett år senare föds deras första barn, Gustaf (blivande Gustaf V), år 1859 föddes prins Oscar, 1861 föddes prins Carl (även kallad blå prinsen) och 1865 föddes det yngsta barnet, Eugen (även kallad Målarprinsen). 
Innan Oscar blev kung över Sverige erbjöds han att bli kung i flera europeiska länder, däribland Grekland, Polen och Spanien. Han tackade dock nej till alla erbjudanden. När erbjudandet om att bli kung över Grekland kom hans svar: "Mig lockar ingalunda glansen av en Konungakrona. Denna glans medföres ett stort ansvar, och ålägges en tung börda".  Anledningen till att Oscar erbjöds så många troner var att hans dynasti, Bernadotte, var relativt ung och inte hade någon allians med stormakterna, som annars skulle börja kriga för att få ha just sin kandidat på tronen. Därmed var Oscar en bra politisk kompromiss.
Oscar var, från att från början vara den fjärde i tronföljden,  tronföljare i tretton år, men fick aldrig titeln kronprins.

## Ämbetsperiod

### Kröningen

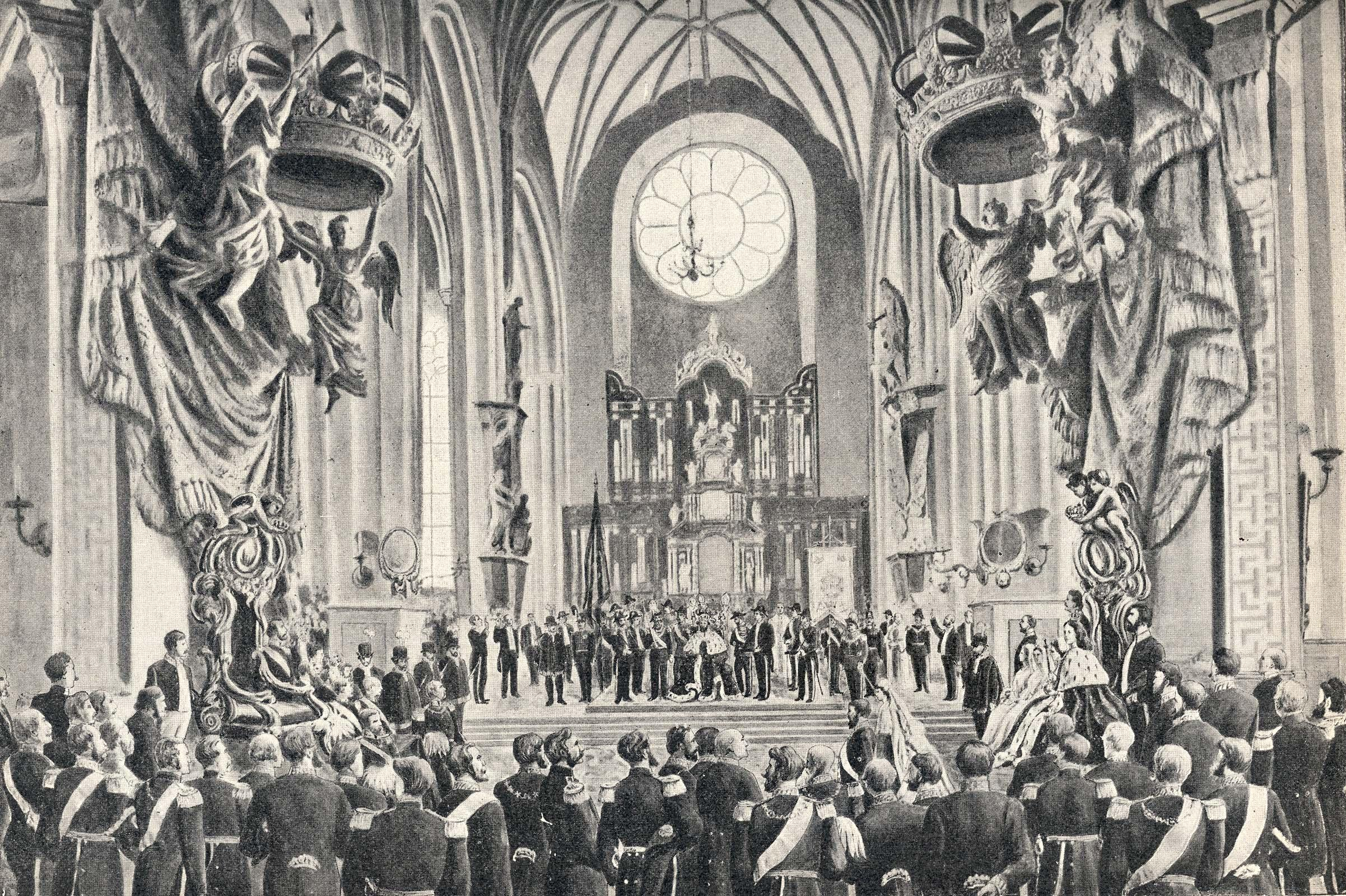
Oscar II och Sofias kröning 1873

Den 12 maj 1873 kröntes Oscar II i Storkyrkan i Stockholm. Han skulle komma att bli den sista kungen som kröntes i Sverige. Vid kröningen var det regnigt och några enstaka plusgrader, men tusentals människor hade samlats. Drottning Sofia, som vid tidpunkten var lite sjuk, fördes till kröningen i en vagn. Oscar däremot kom gående i sin generalsuniform och bar för sista gången någonsin sin hertigkrona. Bakom kungen kom hans tre äldsta söner gående.
Oscar föll på knä vid altaret i kyrkan och generallöjtnanten Fabian Jakob Wrede lade kröningsmanteln över hans axlar. Den blivande kungen svor kungaeden med tre fingrar på bibeln. Ärkebiskopen Anton Niklas Sundberg och statsministern Axel Adlercreutz lade kungakronan på Oscars huvud. Han satte sig sedan på drottning Kristinas silvertron och mottog alla rikets regalier. Spiran överräcktes av utrikesministern Oscar Björnstjerna, Riksäpplet överräcktes av statsrådet Per Axel Bergström och Riksnyckeln av statsrådet Carl Fredrik Waern. Slutligen överräcktes rikssvärdet av krigsministern Oscar Weidenhielm. Efter det att alla regalierna givits till kungen utropades rikshärolden: "Nu är Oscar II krönt till Sveriges, Göthes och Wendes konung, han och ingen annan". Därefter avfyrades 42 salutskott från Skeppsholmen och 42 från Kastellholmen.
Den 18 juli 1873 kröntes Oscar II i Nidarosdomen i Trondheim, med Jämtlands fältjägarkår (I 23) som hedersvakt. Kröningen sköttes denna gång av biskopen i Nidaros stift, Andreas Grimelund som tillsammans med statsministern Otto Richard Kierulf satte kungens krona på hans huvud. Kröningspredikan hölls av biskopen i Bjørgvins stift Peder Hersleb Graah Birkeland.

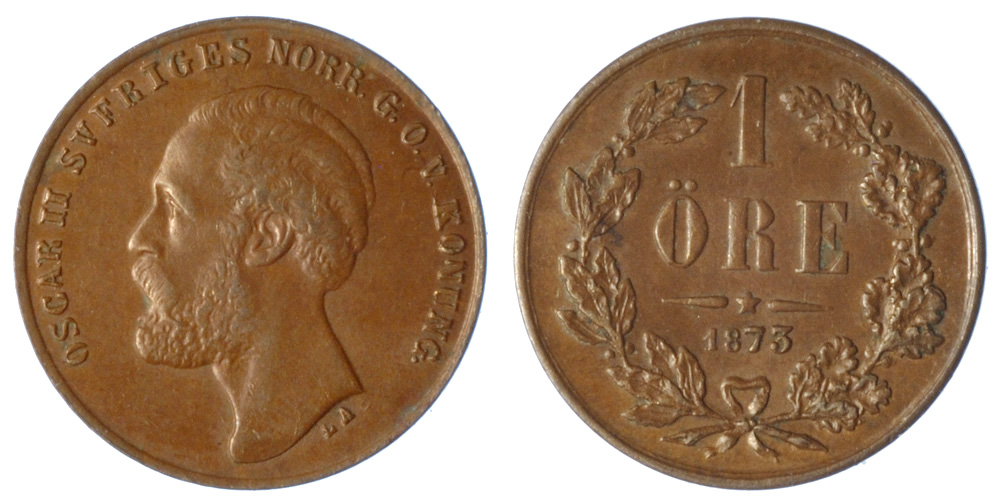
1 öre år 1873, med kung Oscar II avbildad.

Militären och politikern Otto Palmstierna skrev om Oscar (II), ett par år innan han blev kung: "Ovanligt lång till växten, smärt och mager; själfullt ansikte och lynne; utrustad med mycken förmåga, som tidigt togs i visst anspråk för saker av vikt, men snart måste ägna sig mera åt vitterhet, konst och musik. Sinnesstyrkan ännu oprövad; blicken riktad framåt."
Oscar hade redan tidigare arbetat i kulisserna, men då endast som Karl XV:s marionett. Inte för att Oscar på något sätt var en vilje- eller kunskapslös man; det finns många skrivningar av honom där han kritiserar sin brors handlande i politiken, speciellt inom utrikespolitiken som var Oscars stora intresse. Oscar II beundrade Tyskland och speciellt Otto von Bismarck mycket. Han arbetade för ett "germanskt, skandinaviskt, italienskt förbund" till vilket också Storbritannien skulle kunna anslutas. Kärnan i utrikespolitiken var och förblev faran från öster. Dessutom var drottningen, Sofia, tyska (av huset Nassau), varför kungafamiljen var nära befryndad med flera tyska furstehus. 

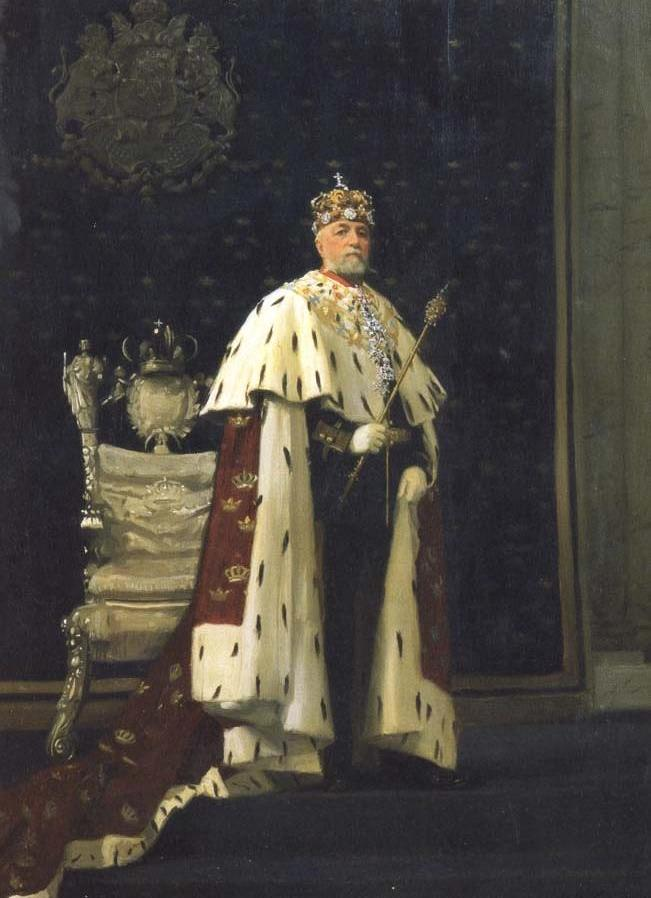
Kung Oskar II i sin kröningsdräkt med regalier framför Drottning Kristinas silvertron.

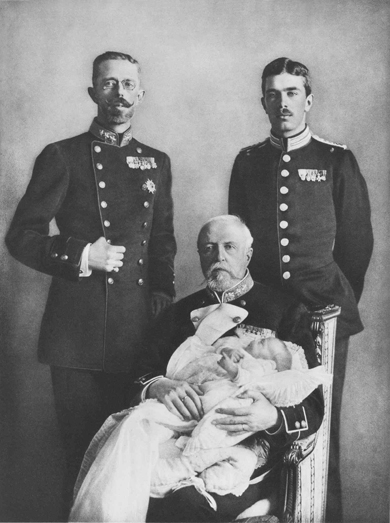
Fyra generationer Bernadotte. Oscar II med Gustaf V, Gustaf VI Adolf och Gustav Adolf.

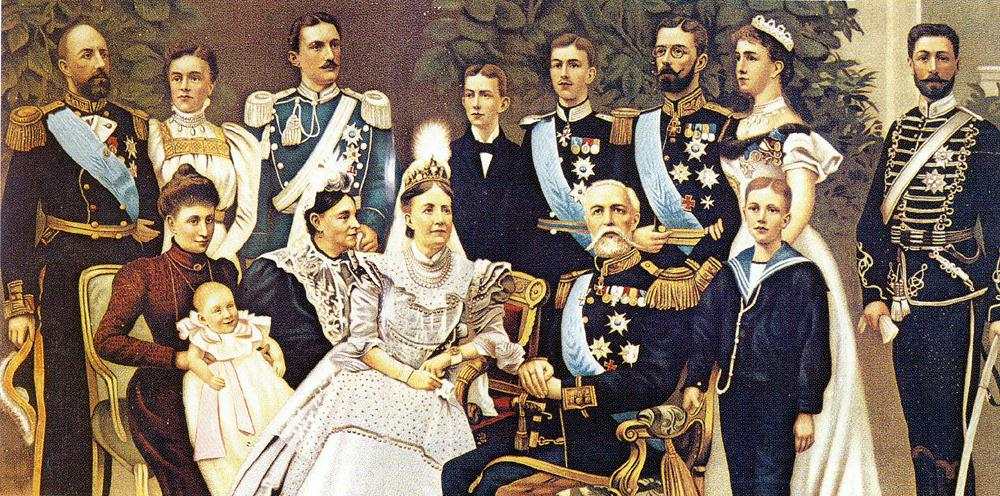
Kung Oscar med familj år 1900.
Fr. vänster: prins Oscar, prinsessan Ebba Bernadotte, prinsessan Ingeborg med dottern Margareta, prins Carl, prinsessan Teresia, drottning Sofia, prins Wilhelm, prins Gustaf Adolf, kung Oscar II, kronprins Gustaf, kronprinsessan Victoria, prins Erik, prins Eugen

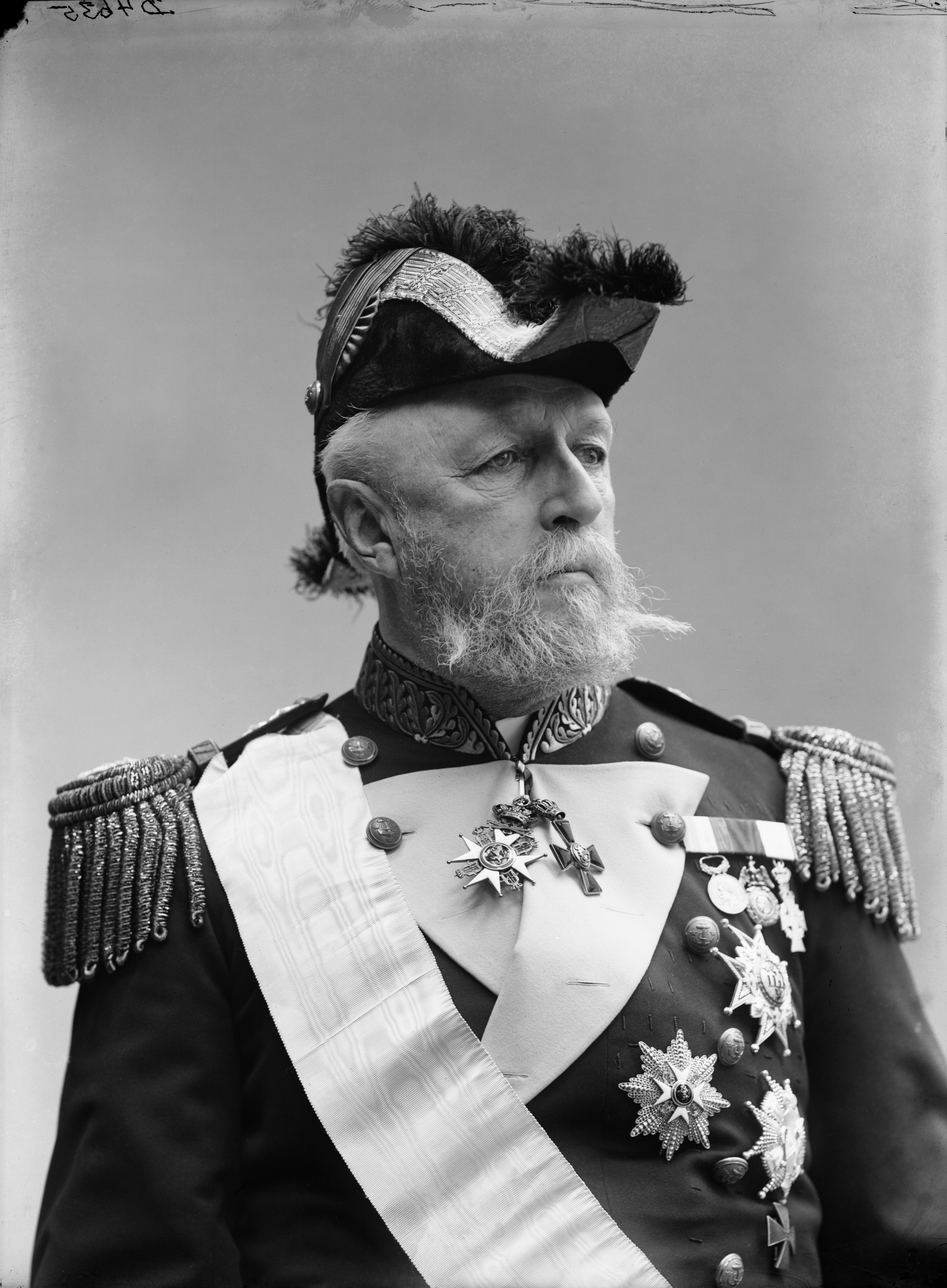
Kung Oscar II i amiralsuniform, ca 1900. Foto av Lars Larsson.

Oscar förde fram sina konservativa idéer på alla sätt han kunde och arbetade tämligen hårt för att återvinna den status kungen förlorat mycket av under Karl XV:s tid som regent. Oscar lyckades bara till viss del, monarkens tid som styrande kraft i landet var snart ute, och den parlamentariska demokratin vann terräng i stora delar av Europa. Den stora frågan som väntade på sin lösning var rösträttsfrågan. Efter 1896 års riksdagsval kunde den första socialdemokraten, Hjalmar Branting, ta plats i riksdagen. Under sin trettiofemåriga regeringstid hann Oscar II byta statsminister femton gånger, utrikesminister tio och inte mindre än hundratolv statsråd avverkades. Under sin tid såg kung Oscar många förändringar av statsförvaltningen, två lagberedningar instiftades som genomdrev många förändringar inom lagstiftningen. År 1900 skickades den första juridiska delegationen till Haag för att delta i Permanenta skiljedomstolen i Haag. År 1889 instiftades fem arméfördelningar som skulle tjänstgöra som fredsförband inom den svenska armén. Inom marinen instiftades det 1877 en marinförvaltning. En postsparbanksbyrå instiftades 1883. Föregångaren till dagens SMHI skapades 1873. Statistiska centralbyrån skapades 1886. En gemensam kansler för rikets universitet med före detta statsrådet Pehr von Ehrenheim som chef inrättades. Luleå stift skapades 1904. Domänstyrelsen och Lantbruksstyrelsen inrättades 1882 respektive 1889. Patent- och registreringsverket inrättades 1895. En gemensam överstyrelse för rikets allmänna läroverk inrättades 1904 med F. F. Carlsons son Ernst Carlson som chef.
Den nya kungafamiljen kunde flytta in på Stockholms slott efter en renovering och ommöblering. Varje kung ville sätta sin egen prägel på slottet, och den "oskarianska" stilen kom, Sveriges motsvarighet till den viktorianska stilen. Den oskarianska stilen utmärkte sig med sina tunga, mörka gardiner, höga gröna växter, rökbord och stoppade möbler. Väggarna var fyllda med tavlor och inramade fotografier fanns på bord och hyllor. Möblerna var en ny variant av barock och rokoko. Kungaparet flyttade in i det som idag är Bernadottevåningen, och Oscar lät dela upp salongen i tre rum, då alla rum var avdelade med tunga draperier.
Oscar II tyckte mycket om att ge gåvor och bidrag, till exempel till olika forskningsprojekt. Adolf Erik Nordenskiöld fick kungliga pengar när han år 1878 skulle ge sig ut på den lyckosamma färden med Vega som sedan skulle leda till att han upptäckte Nordostpassagen. När Nordenskiöld vid återkomsten 1880 ankrade på Stockholms ström väntade kung Oscar II på slottet med en upphöjning av Nordenskiöld till friherrlig värdighet och en frikostig livränta om fyratusen kronor om året. Han var den sista kung som kunde och ville adla medborgare. Intresset för adelskap var dock inte särskilt stort efter det att fyraståndsriksdagen upplöstes 1866, men Oscar lyckades adla fyra personer, varav två av dessa som hade något med Vega-expeditionen att göra.

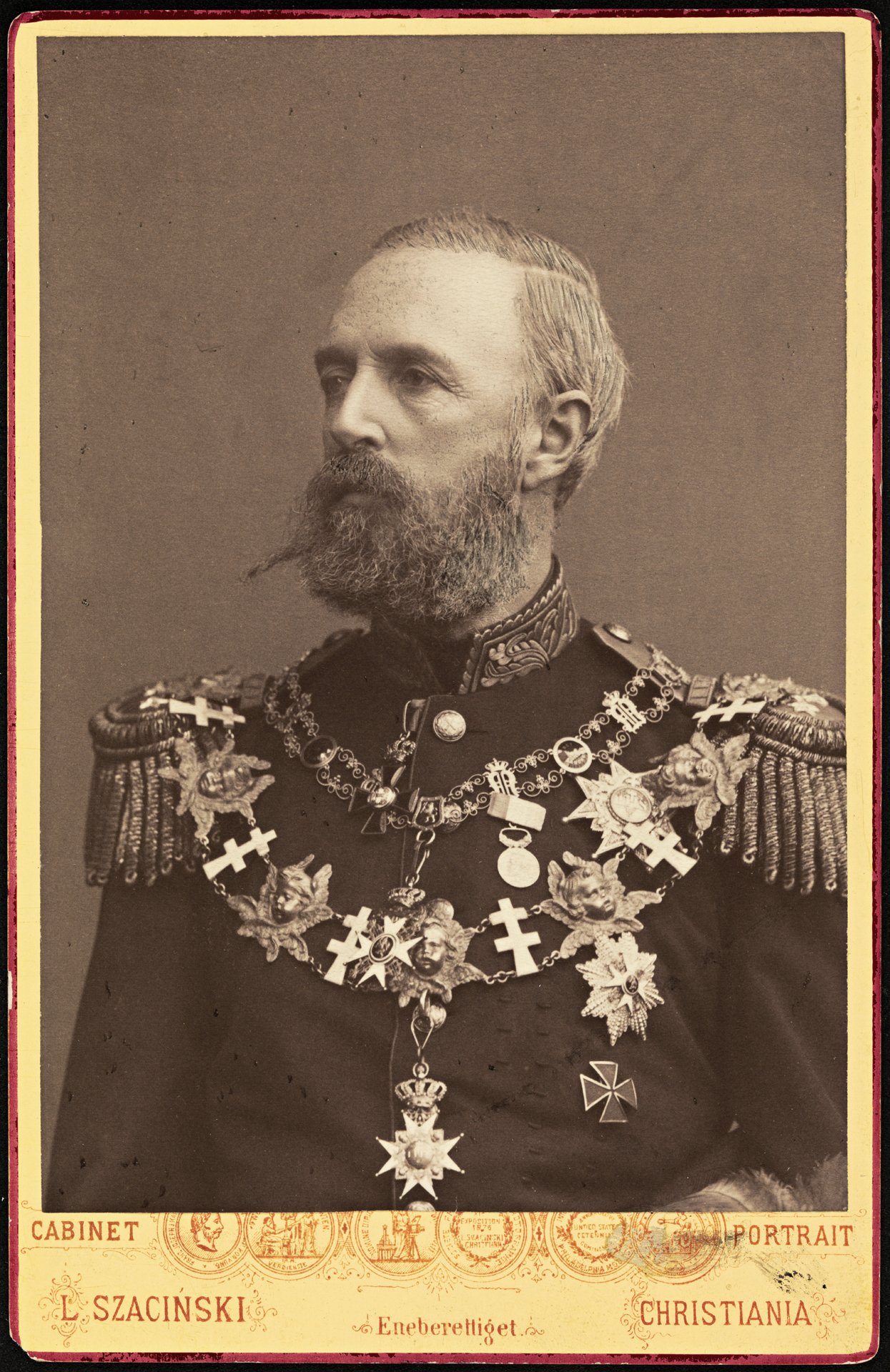
Oscar II 1883.

Oscar levde under den starka övertygelsen att konungen är Guds utsände att styra riket och bör då visas den respekt som tillkommer honom. Markisen Claes Lagergren sade: "Han tyckte om beröm och hängav sig åt illusionen av att den var äkta." Kungen ägnade sig också mycket åt högläsning och orgelspel. Han spelade så gott som dagligen och improviserade gärna. Orglar hade han både på slotten i Stockholm och Oslo (dåvarande Kristiania) samt på hans skepp Drott. Kungen var även hedersledamot i Musikakademien och han initierade den första kören i slottskapellet. Oscar omarbetade även koralen nr 20, psalm nr 24 i en ny rytmisk fyrstämning. I Musikaliska Akademiens bibliotek finns en skiss på en marche i B-dur på 26 takter undertecknat av Oscar. Det är dock oklart varför han inte slutförde verket. Till det kungliga nöjet hörde också jakt. Prins Wilhelm berättade avslöjande: "Bakom farfar i skärmen satt landets skickligaste skytt, Erik von Eckermann, på grund av sitt yviga skägg kallad "Waldteufel". Eckermann sköt så snart kungen avlossat sin bössa och gratulerade Oscar när bytet föll med "Ett vackert skott ers majestät".

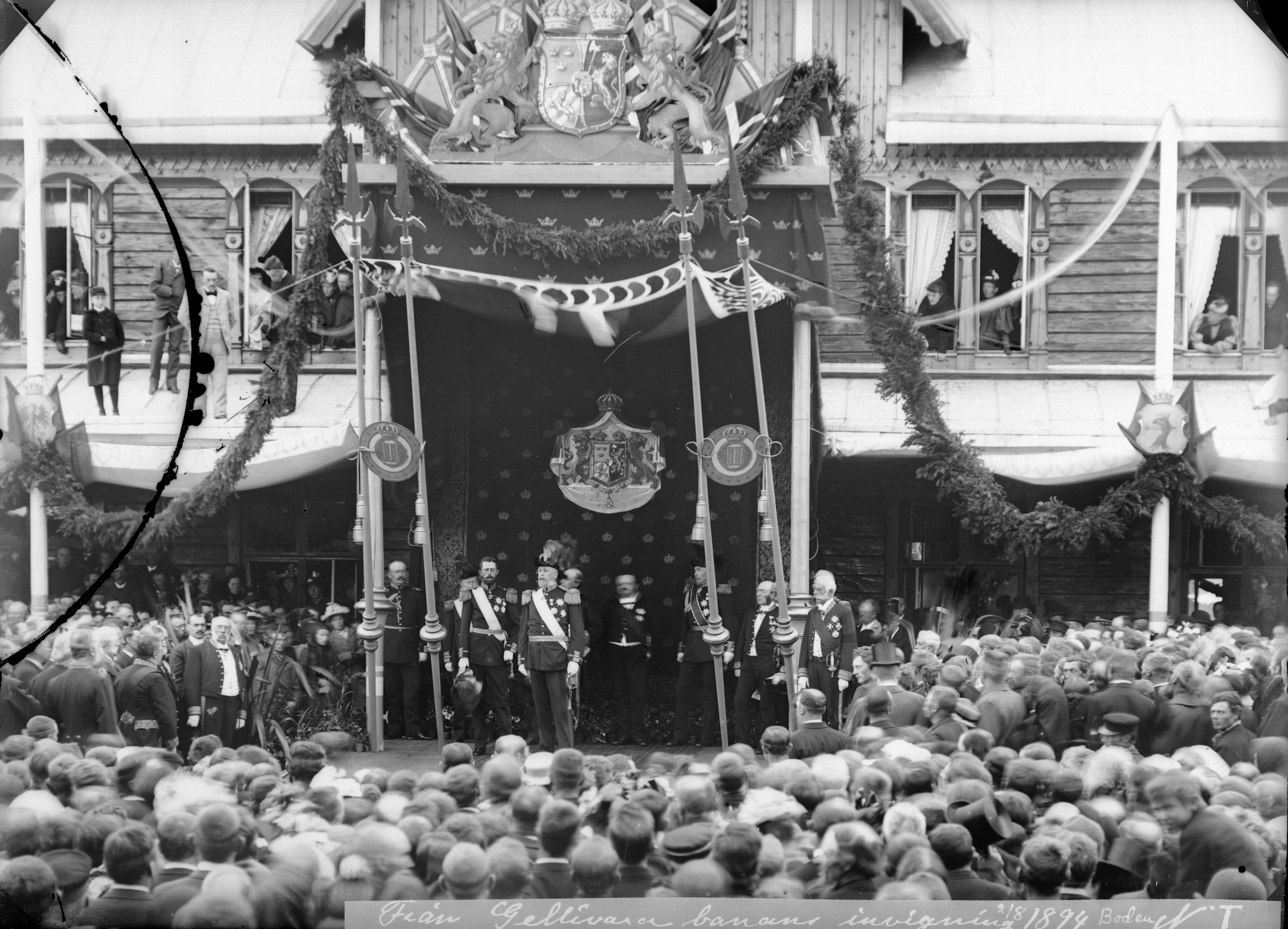
Kung Oscar II inviger stambanan genom övre Norrland 1894, med sonen Gustav i bakgrunden.

Kung Oscar II älskade stora ceremonier och invigde gärna de nya stambanorna som nu kom till över hela Sveriges land. Även stationshus byggdes, och kungen var ofta närvarande vid invigningen.I samband med de nya järnvägarna krävdes standardtid för hela riket. Detta gjordes den 1 januari 1879, vilket gjorde att Sverige var första land i världen att skaffa standardtid för hela landet.
Oscar II upptäckte sommarstaden Marstrand redan som 14-åring, då han som sjökadett den 21 augusti 1843 steg iland vid området "Paradiset". Kungen återbesökte därefter Marstrand på sommaren 1887 och varje år därefter, med undantag för åren 1888 och 1892. Under kungens resor med Drott till Marstrand hade han alltid en hovfotograf med sig. Den hovfotograf som följde Oscar II längst och mest var Aron Jonason, kanske mer känd som göteborgsvitsens fader.

### Kameran

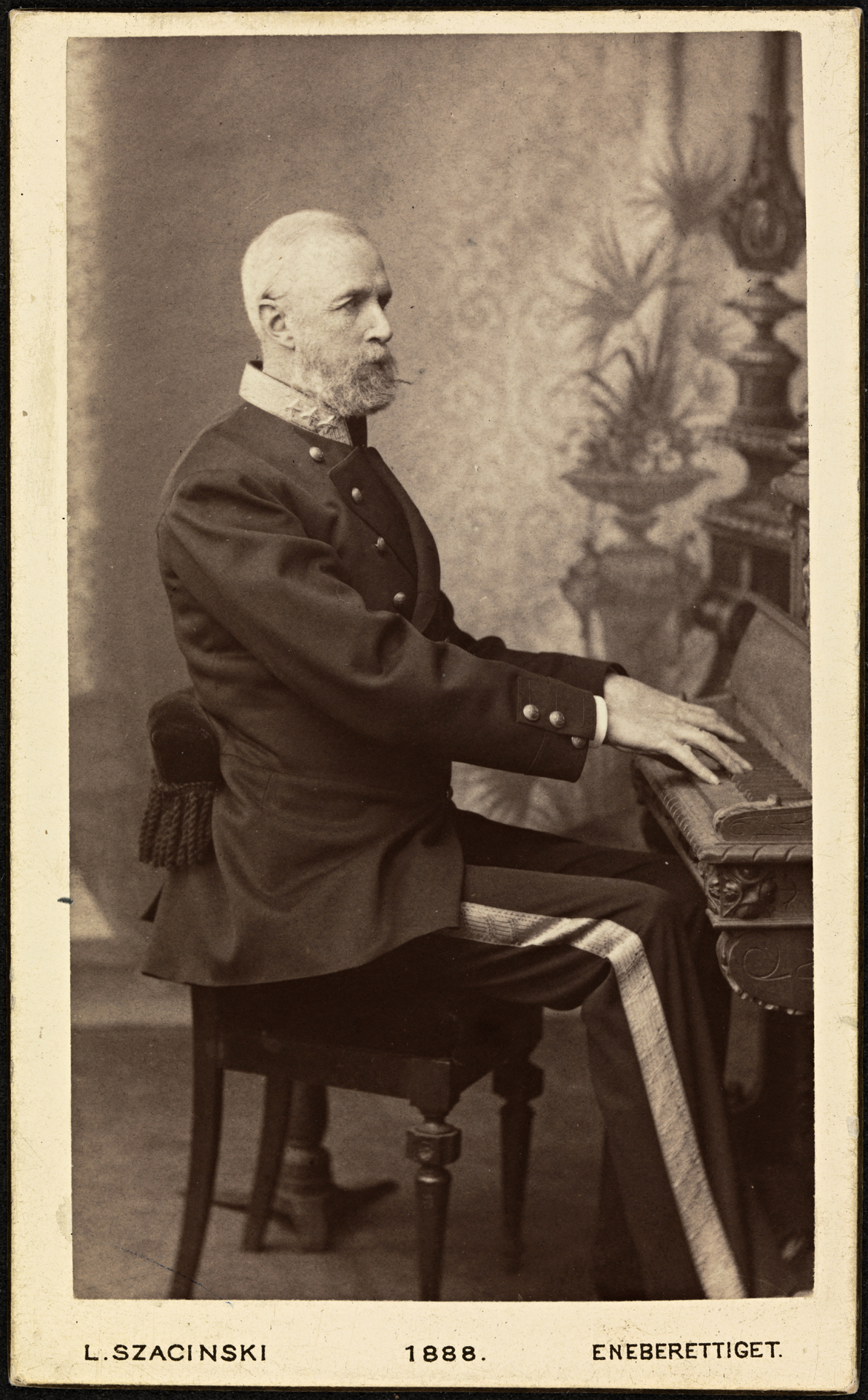
Porträtt av Oscar II vid orgeln, 1888

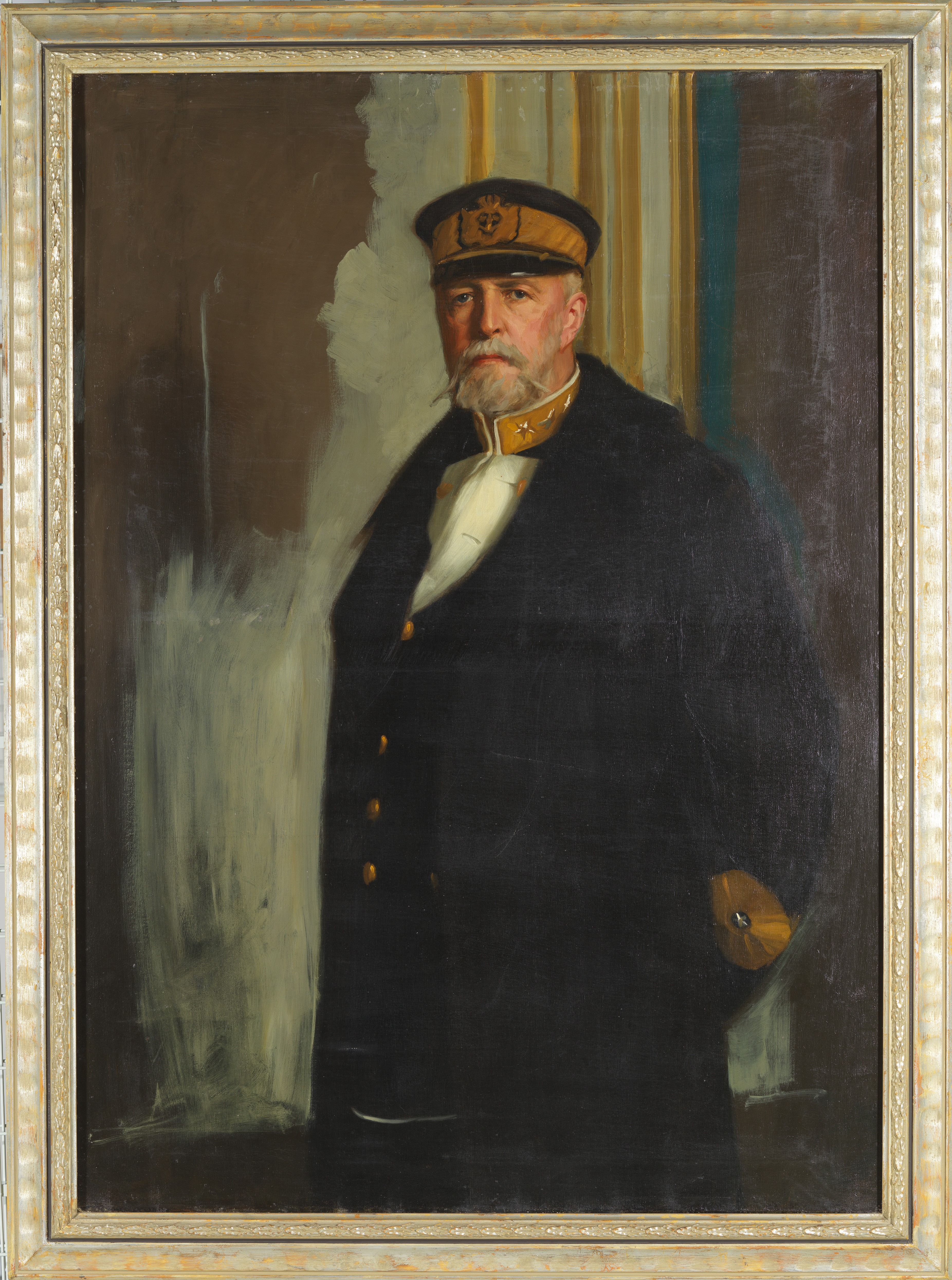
Oscar II, 1890-tal.

Stillbildskameran hade sitt ordentliga genombrott i hovet under Oscar II:s regeringstid, så också filmkameran. Den första filmen med kungligheter spelades in vid Allmänna konst- och industriutställningen i Stockholm 1897. Andra fascinerande uppfinningar som Oscar fick uppleva var den elektriska telegrafen 1853, den första gaslyktan i huvudstaden 1855, samma år Nordens första porträttfrimärke som föreställde Oscar I:s profil. Åren omkring 1880 kom telefonen, det elektriska ljuset, velocipeden och ångspårvagnen. Slottet i Stockholm höll sig med en egen elektricitetsmaskin. Vad telefonen beträffar ansågs det inte riktigt fint att ha telefon. Först 1904 installerades den första telefonen på Stockholms slott. Fonografen och dess ankomst till Sverige 1879 intresserade även kungen särskilt. Kungen gjorde flera provinspelningar och tidningarna skrev mycket om det. Priset för denna nyhet var på denna tiden sjuhundra kronor, en rejäl summa år 1879. Dessutom infördes valutan krona 1873 och Oscar blev därmed den första kungen att avbildas på kronorna.
Oscar hade liksom sin bror Karl XV ett stort intresse för litteratur och poesi. Som tjugoåttaåring drömde han om att bli skald och skrev dikter på fritiden. Oscar hade blivit vän med en akademiker vid namn Nils Fredrik Sander. Denne fick läsa Oscars dikter, och tyckte att han borde skicka in dem till Svenska Akademien som ett anonymt tävlingsbidrag. Oscar bad även en annan skald, Herman Bjursten om hjälp. Både Sander och Bjursten kom med råd och synpunkter på dikterna. Dikthäftet med Oscars dikter skulle få namnet "Ur svenska flottans minnen". Den 20 december 1857 belönades han med en silvermedalj av Svenska Akademien för hans anonymt inlämnade dikter. Dikthäftet gavs ut av Norstedts förlag. Efter detta blev hans verk mindre anonyma, även om han fortfarande tyckte om att lägga sig i den politiska debatten i pressen anonymt, ofta undertecknat O**** eller Oscar Fredrik. Det finns 214 skrifter i den tryckta förteckningen av Oscars alla skrifter, men då har inte dessa artiklar och debattinlägg räknats med. Totalt gav Oscar ut fyra diktsamlingar. Han skrev dessutom en teaterpjäs vid namn Några timmar på Kronobergs slott och översatte flera italienska pjäser till svenska.
Oscar utsåg sig själv till svensk litteraturs överstepräst[källa behövs] i och med sitt trontillträde och han såg till att belöna de författare han tyckte om rikligt med utmärkelser och bidrag. Samtidens store, August Strindberg, och Oscar däremot gick aldrig ihop. Oscar tyckte mycket illa om Strindberg för dennes återkommande kritik och hat mot aristokratin, och Strindberg tyckte mycket illa om etablissemanget över huvud taget. Oscar stormade mot nästan allt som Strindberg skrev, exempelvis Röda rummet (1879), Det nya riket (1882) och Giftas (1884). På grund av den sistnämndas vassa satir mot både kungen och han släktingar, åtalades Strindberg och han ställdes inför rätta, men fick ingen fällande dom. 

Oscar skrev inte bara poesi, utan även tal och beskrevs som samtidens störste talare. Ett av hans mest berömda tal var vid invigningen av Stockholmsutställningen 1897. Talet började: 
| ” | Medan i det sydöstra hörnet av vår världsdel kriget släpade sin blodiga mantel fram över den klassiska jord, vilken krönt av den höga Olympens mångtusenåriga silverdiadem, breder sig ut mellan minareterna kring Sophiatemplets kupol vid Bosporens strand och Pantheontemplets pelarrader i Akropolisborgen vid Egeiska havet, förberedes en sammandrabbning av helt annat slag i det yttersta Thule, det gamla sagolandet, knappast ens till namnet känt i det forna Hellas... | „ |

 Det tal som kungen var mest stolt över själv var ett han höll vid universitet i Cambridge den 14 maj 1900, efter att ha blivit promoverad till hedersdoktor. 
Under en vistelse på Franska rivieran hejdade Oscar II ett ekipage med skenande hästar och räddade därmed en mor samt barn från att störta i en avgrund. Hans insats nådde kejsar Napoleon III och Oscar II tilldelades då Franska medaljen för mod och hängivenhet i guld (livräddningsmedaljen). Medaljen bar han alltid, och brukade säga att det var "den enda dekoration jag verkligen förtjänat". Han blev dessutom hederspresident i de franska livräddarnas förening.

### Oscar II och unionsupplösningen
Oscar II:s största nederlag som Sveriges kung torde vara unionsupplösningen 1905. Under delar av unionstiden var det kris på kris i det norska Stortinget och i relationerna mellan svenskt och norskt styre. Den första krisen kom 1821 då Stortinget avskaffade adelskapet i Norge – mot Karl XIV Johans veto. Efter det förekom det mer eller mindre fejder hela tiden. Under 1870-talet började den politiska uppmarschen i Norge. Det brukar heta att fram till omkring 1880 hade det funnits chanser till kompromisser och dellösningar i känsligare frågor, men Oscar II valde att gå sin egen väg och det skapade stor irritation länderna emellan. Drivfjädern i den norska offensiven skulle vara kravet om egen utlandsrepresentation. Norrmännen ansåg att det svenska utrikesstyret inte brydde sig om norska intressen och att de själva kunde föra sin talan bättre än någon annan. Oscar sökte utländskt stöd för sin politik i Norge och kejsar Vilhelm II av Tyskland hade egna intressen i att Norden förblev enat och lugnt. Men Vilhelm ansåg att den svenske kungen var obeslutsam och vek, och när kraschen slutligen kom hade han inte bidragit med annat än prat och skyllde allt på "de obeslutsamma punschdrickande svenskarna".
Kejsaren trodde inte att fredliga förhandlingar skulle bevara unionen, utan uppmuntrade till krig. Oscar och två av hans söner var med på detta och tyckte att det lät som en bra idé och en krigsplaner togs fram år 1893. Chefen för planeringarna var Erik Oxenstierna. Närmare femtio svenska örlogsfartyg satte kurs mot Norge, och spioner skickades.  Sverige ville även att Norge skulle riva sina fästningar Kongsvinger och Fredriksten. I Stockholm kom ett bud om att stormakterna inte skulle gilla rivningarna av fästningarna, och från London meddelades det att om inte Sverige gav upp skulle Storbritannien erkänna ett fritt Norge. Brittiska och franska örlogsfartyg syntes utanför Göteborg. Samtidigt hade den norska armén börjat hugga ner träd vid gränsen mot Sverige för att få fritt skjutfält. Då bestämde man sig för att lägga ner krigsplanerna och fortsatte med fredliga förhandlingar.

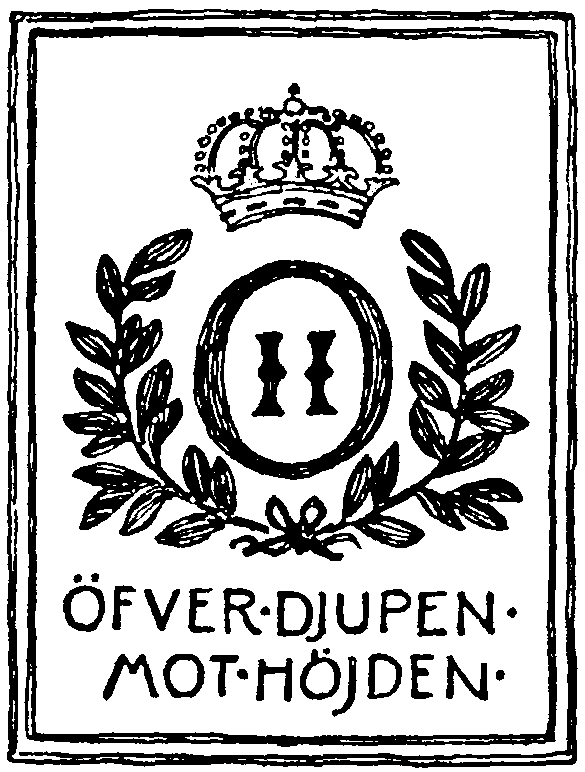
Oscar II:s exlibris.

På nyåret 1898 godkände Stortinget för tredje gången lagen om en flagga utan de svenska färgerna. Kungen vägrade att sanktionera lagen, men ett trefaldigt fattat beslut upphävde enligt grundlagen kungens vetorätt. Kungens underskrift på godkännandet av lagen om norska flaggan fick de styrande i Sverige och medlemmarna i kungafamiljen att häpna. En trött Oscar bad om ursäkt och lovade att han aldrig skulle göra något liknande igen.

Den svenska regeringen vacklade och statsminister Boström avgick i april 1905. Tillträdande statsminister Johan Ramstedt var jurist och ämbetsman, och den nya svenska regeringen fick karaktären av en expeditionsministär. Då agerade norrmännen. Den 23 maj 1905 antog Stortinget enhälligt en lag om eget norskt konsulatväsen, och några dagar senare kom Oscars vägran att sanktionera lagen i norskt statsråd. Den norska regeringen lade då ned sina ämbeten. Stortinget förklarade nu att statsrådet skulle inträda i kungens ställe. Onsdagen den 7 juni 1905, klockan 10.35, samlades Stortinget. Norges statsminister Christian Michelsen meddelade att regeringens samtliga medlemmar lagt ned sina ämbeten. Det framlades ett förslag som antogs utan debatt. Förslaget lydde: 
| ” | Da Statsraadets samtlige Medlemmer har nedlagt sine Embeder, da Hans Majestæt Kongen har erklært sig ude af Stand til at skaffe Landet en ny Regjering, og da den konstitutionelle Kongemakt saaledes er traadt ud af Virksomhed, bemyndiger Storthinget Medlemmerne af det idag aftrådte Statsraad til indtil videre som den Norske Regjering at udøve den Kongen tillagte Myndighed i Overensstemmelse med Norges Riges Grundlov og gjældende Love – med de Ændringer, som nødvendiggjøres derved, at Foreningen med Sverige under én Konge er opløst som følge af, at Kongen har ophørt at fungere som norsk Konge. | „ |

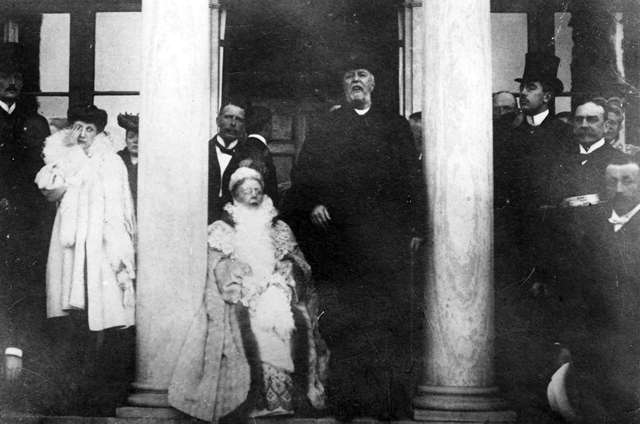
Oscar II håller sitt tacktal till den stora massan som visar sitt stöd för honom år 1905. Till vänster sitter drottning Sofia.

Samma kväll som Stortinget upplöste unionen strömmade tusentals kroggäster från Djurgården mot Rosendals slott för att visa sitt stöd för den sjuke kungen. På Stockholms alla krogar sjöngs Kungssången och Du gamla, du fria den kvällen. Stockholms-tidningen skrev: "Konungens ögon tårades vid anblicken, drottningen och prinsessan Ingeborg gräto, och äfven de öfriga medlemmarna av kungafamiljen syntes mycket rörda. Nu intonerades musiken Ur svenska hjärtans djup tusentals af de närmaste stämde i och sången bredde sig väldigt brusande genom massan, som stod med blottade hufvuden". Kungen höll ett tacktal och nästa dag kom ännu fler, över trettiotusen och hyllade kungen.

### Sjukdom och död

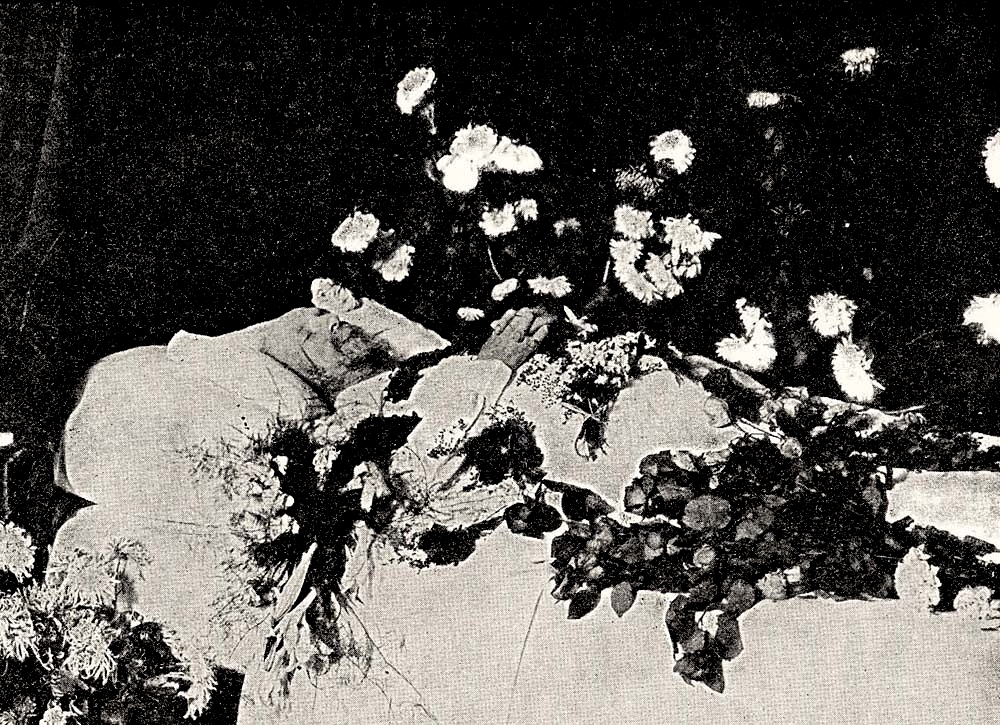
Oscar II har här avlidit i sin dödsbädd.

Oscar II på lit de parade i Slottskyrkan

Oscar II skrev sedan i sina postumt utgivna memoarer att unionsupplösningen: 
| ” | har gifvit mitt hjärta ett djupt, ja oläkligt sår. | „ |

Han kom aldrig över unionsupplösningen, och drabbades av en djup depression. 
Hans hälsa försvagades kort efter detta; 1906 och 1907 började man märka en nedsättning i hans talförmåga. Han började sluddra eller tappa namn när han läste högt eller talade. Diagnosen var att kungen led av åderförkalkning i talcentrum. Kungen plågades också mycket av prostatabesvär, och tröttheten ökade markant efterhand. Han drog sig tillbaka och spelade på sin orgel, som han gjort varje dag under en lång period. Sista gången han spelade avslutade han med Chopins sorgmarsch. Den sista kryssningen med skeppet Drott kom att bli i juli 1907. Den sista flagghalningen på skeppet blev den 27 augusti samma år. Den allra sista audiensen höll han i november, bara några dagar innan han avled. Efter en tid blev han permanent sängliggande med feber. Den tredje december 1907 sade han: 
| ” | För vårt land oroar jag mig ej. Gustaf kommer att göra allt mycket bättre än jag, sanna mina ord - Han får svåra tider, men han kommer att göra allt så bra. | „ |

Han avled vid 09.10 på morgonen den 8 december 1907, helt utan kamp. Drottningen satt vid hans sida och resten av familjen och Oscars närmsta vänner stod runt omkring honom. Ingen obduktion genomfördes på familjens begäran, vilket var första gången för en svensk monark. I dödsattesten står det att Oscar avled "till följd av förkalkning i hjärnans och hjärtats blodkärl". Iförd amiralsuniform och prydd med serafimerkedja och det blå serafimerbandet låg Oscar II lit de parade i Slottskapellet den 13 december. Han blev därmed den siste konungen som låg lit de parade i öppen kista. Någon allmän landssorg utlystes inte, men Stockholms alla biografer och teatrar ställde in sina föreställningar och ingen musik spelades på restauranger.  Begravningen skedde den 19 december och leddes av ärkebiskop Johan August Ekman.

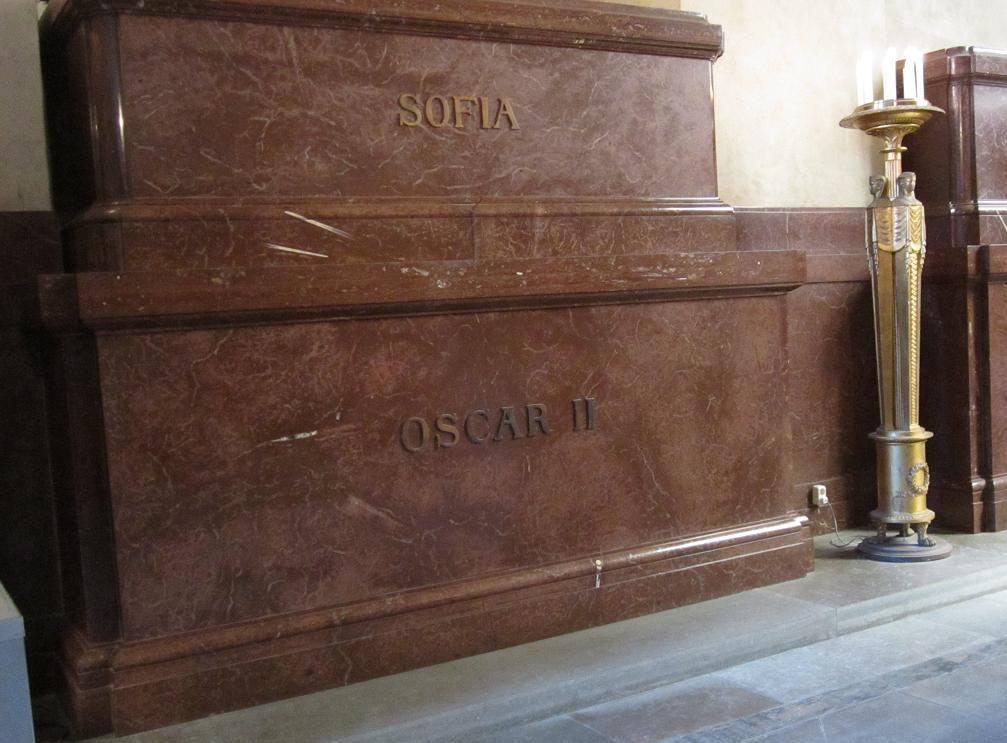
Kung Oscar II:s och drottning Sofias sarkofager i Riddarholmskyrkan.

Bouppteckningen efter den avlidne kung Oscar II visade tillgångar på 10 498 917 kronor. Efter avdrag för skulder och vissa testamentariska bestämmelser, återstod 8 767 882 kronor. Av denna summa ärvde änkedrottningen hälften. Den återstående hälften fördelades så att kung Gustaf V först erhöll det så kallade Gallierafideikommisset på 600 000 kronor, avsett för regerande kungar av Bernadotteska ätten. Det resterande delades mellan kung Gustaf och prinsarna Carl, Oscar och Eugen.

### Barn och barnbarn
| Barn                                         | Född | Gift  | Gift                  | Död  | Barnbarn                                    | Levnad    |
| Barn                                         | Född | Datum | Maka/Make             | Död  | Barnbarn                                    | Levnad    |
| -------------------------------------------- | ---- | ----- | --------------------- | ---- | ------------------------------------------- | --------- |
| (1) Kung Gustaf V                            | 1858 | 1881  | Victoria av Baden     | 1950 | Kung Gustaf VI Adolf                        | 1882-1973 |
| (1) Kung Gustaf V                            | 1858 | 1881  | Victoria av Baden     | 1950 | Prins Wilhelm, hertig av Södermanland       | 1883-1965 |
| (1) Kung Gustaf V                            | 1858 | 1881  | Victoria av Baden     | 1950 | Prins Erik, hertig av Västmanland           | 1889-1918 |
| (2) Prins Oscar Bernadotte, greve af Wisborg | 1859 | 1888  | Ebba Munck af Fulkila | 1953 | Grevinnan Maria Bernadotte, sophiasyster    | 1889-1974 |
| (2) Prins Oscar Bernadotte, greve af Wisborg | 1859 | 1888  | Ebba Munck af Fulkila | 1953 | Greve Carl Bernadotte af Wisborg            | 1890-1977 |
| (2) Prins Oscar Bernadotte, greve af Wisborg | 1859 | 1888  | Ebba Munck af Fulkila | 1953 | Grevinnan Sophia Fleetwood                  | 1892-1936 |
| (2) Prins Oscar Bernadotte, greve af Wisborg | 1859 | 1888  | Ebba Munck af Fulkila | 1953 | Elsa Cedergren                              | 1893-1996 |
| (2) Prins Oscar Bernadotte, greve af Wisborg | 1859 | 1888  | Ebba Munck af Fulkila | 1953 | Greve Folke Bernadotte af Wisborg           | 1895-1948 |
| (3) Prins Carl, hertig av Västergötland      | 1861 | 1897  | Ingeborg av Danmark   | 1951 | Prinsessan Margaretha, prinsessa av Danmark | 1899-1977 |
| (3) Prins Carl, hertig av Västergötland      | 1861 | 1897  | Ingeborg av Danmark   | 1951 | Märtha, kronprinsessa av Norge              | 1901-1954 |
| (3) Prins Carl, hertig av Västergötland      | 1861 | 1897  | Ingeborg av Danmark   | 1951 | Astrid, drottning av Belgien                | 1905-1935 |
| (3) Prins Carl, hertig av Västergötland      | 1861 | 1897  | Ingeborg av Danmark   | 1951 | Prins Carl Bernadotte                       | 1911-2003 |
| (4) Prins Eugen, hertig av Närke             | 1865 | –     | ogift                 | 1947 | –                                           | –         |

### Utpekade älskarinnor
Det har förekommit en omfattande ryktesspridning som ger vid handen att kung Oscar med dessa och andra kvinnor fick ett flertal utomäktenskapliga barn, exempelvis med Walfrida von Ehrenclou Bäckström sonen Arthur Bäckström. Florence Stephens uppgav att hon var hans dotter och testamenterade brev från kungen till hennes mor till Bernadottebiblioteket. Dessa omfattas av hemligstämpel, som förlängdes av Carl XVI Gustaf fram till 2035. Lars O. Lagerqvist har helt avfärdat uppgiften om Stephens som Oscars dotter och förklarat den för "en fysisk omöjlighet, såvida kungen inte i hemlighet deltagit i hennes föräldrars långa bröllopsresa".
Nedanstående lista redovisade populärhistorikern Ulf Sundberg i boken Kungliga släktband : kungar, drottningar, frillor och deras barn. Boken togs emot både som spekulativ och berömdes för sin pålitlighet.
- Marie Friberg, operasångerska[82][83][84]
- Olga Armfelt[83]
- Camille af Harmens[83][11]
- Magda von Dolcke, dansk skådespelerska[83][84]
- Ellen Hartman, skådespelerska[83]
- Emma Hammarström, anställd i biljettkassan på Nationalmuseum[83]'

## Ordnar och utmärkelser

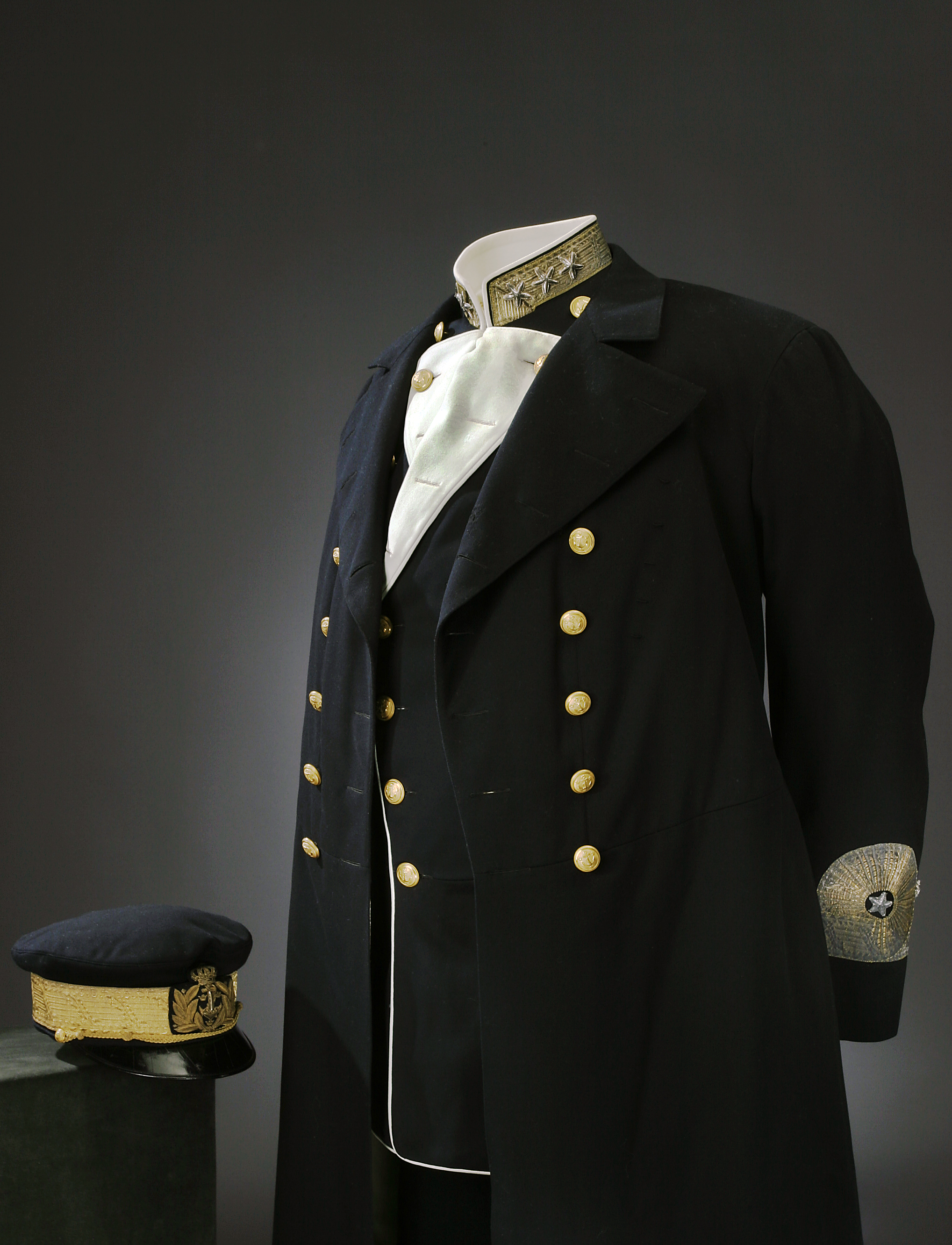
Uniform för amiral i svenska flottan som tillhört Oscar II, bevarad på Livrustkammaren.

### Svenska ordnar
- Riddare och kommendör av Kungl. Maj:ts orden (riddare av Kungliga Serafimerorden) från födseln. Ordens herre och mästare 1872–1907[85]
- Kommendör med stora korset av Kungliga Svärdsorden från födseln. Ordens herre och mästare 1872–1907
- Kommendör med stora korset av Kungliga Nordstjärneorden från födseln. Ordens herre och mästare 1872–1907
- Kommendör med stora korset av Kungliga Vasaorden, 15 juni 1866.[86] Ordens herre och mästare 1872–1907
- Riddare av Kungliga Carl XIII:s orden från födseln. Ordens herre och mästare 1872–1907

### Svenska Kungliga minnestecken
- Konung Oscar II:s jubileumsminnestecken (1897)
- Kronprins Gustafs och Kronprinsessan Victorias silverbröllopsmedalj (1906)
- Oscar II:s och Sophias Guldbröllopsminnestecken (1907)

### Norska Ordnar
- Riddare av Norska Lejonorden. Ordens herre och mästare 1904–1905
- Storkorset med kedja av Norska Sankt Olavs orden. Ordens herre och mästare 1872–1905

### Utländska ordnar och utmärkelser
- Storkors av Anhaltska Albrekt Björnens husor
- Storkors av Badiska Husorden Fidelitas
- Storkors av Badiska Berthold I av Zähringens orden
- Storkors med kedja av Bayerska Sankt Hubertusorden
- Storkors av Belgiska Leopoldsorden, 1856.
- Storkors med kedja av Brasilianska Södra korsets orden
- Riddare med kedja av Danska Elefantorden, 1848.
- Dannebrogsmännens hederstecken
- Storkors av Franska Hederslegionen
- Mottagare av Franska Militär-Medaljen
- Mottagare av Franska Räddnings-Medaljen i guld, 23 mars 1862.[87][88]
- Storkors av Grekiska Frälsareorden
- Storkors av Hannoverska Guelfer-Orden
- Storkors av Kamehameha I:s orden
- Storkors av Hessiska Ludvigorden
- Storkors av Hohenzollernska husorden
- Riddare av Italienska Annunziataorden
- Storkors med kedja av Japanska Chrysantemumorden
- Storkors av Luxemburgska Ekkronansorden
- Storkors av Mecklenburgska Wendernas kronorden
- Storkorset av Monegaskiska Karl den heliges orden
- Riddare av Nassauska Gyllene lejonetsorden
- Storkors av Nederländska Militärorden av William (Militaire Willems-Orde)
- Storkors av Nederländska Lejonorden
- Riddare av Nichani-Imtiazorden
- Första klassen av Osmanié-orden
- Storkors av Persiska Timsal-Humajunorden
- Storkors med kedja av Portugisiska Torn- och svärdsorden
- Storkors av Portugisiska Kristusorden
- Storkors av Portugisiska Avizorden
- Storkors av Portugisiska Jakobs Svärdsorden
- Riddare av Preussiska Svarta örns orden
- Storkors av Preussiska Röda örns orden
- Storkors av Rumänska Stjärnans orden
- Storkors av Rumänska kronorden
- Riddare av Ryska Sankt Andreas orden, 9 juli 1846.
- Riddare av Ryska Sankt Alexander Nevskij-orden
- Riddare av Ryska Vita örnens orden
- Riddare av första klassen av Sankt Annas orden
- Riddare av Sankt Stanislausorden
- Riddare av Sachsiska Rautenkroneorden
- Riddare av Sachsen-Weimarska Vita Falken orden
- Riddare av Serbiska Takovoorden
- Riddare av Siamesiska Maha Chakriorden
- Storkors av Siamesiska Vita elefantensorden
- Riddare av Spanska Gyllene skinnets orden, 1881.
- Riddare av Storbritanniska Strumpebandsorden, 1881.
- Storkors av Ungerska Sankt Stefansorden
- Storkors av Venezuelas Bolivarorden
- Storkors av Württembergska kronorden

### Utländska militära grader
Amiral à la suite i Danska flottan (12 december 1872)
  Storamiral à la suite i den Kejserliga marinen (1901)
  Amiral à la suite i Brittiska flottan (15 juni 1905)

## Anfäder
|               |  |  |  |  |  |  |  |                                      |  |  |  |  |  |  |  |                                                    |  |  |  |  |  |  |  | Advokat Henri Bernadotte                  |
|               |  |  |  |  |  |  |  |                                      |  |  |  |  |  |  |  |                                                    |  |  |  |  |  |  |  |                                           |
|               |  |  |  |  |  |  |  |                                      |  |  |  |  |  |  |  | Kung Karl XIV Johan                                |  |  |  |  |  |  |  |                                           |
|               |  |  |  |  |  |  |  |                                      |  |  |  |  |  |  |  |                                                    |  |  |  |  |  |  |  |                                           |
|               |  |  |  |  |  |  |  |                                      |  |  |  |  |  |  |  |                                                    |  |  |  |  |  |  |  | Jeanne de Saint Vincent                   |
|               |  |  |  |  |  |  |  |                                      |  |  |  |  |  |  |  |                                                    |  |  |  |  |  |  |  |                                           |
|               |  |  |  |  |  |  |  | Kung Oscar I                         |  |  |  |  |  |  |  |                                                    |  |  |  |  |  |  |  |                                           |
|               |  |  |  |  |  |  |  |                                      |  |  |  |  |  |  |  |                                                    |  |  |  |  |  |  |  |                                           |
|               |  |  |  |  |  |  |  |                                      |  |  |  |  |  |  |  |                                                    |  |  |  |  |  |  |  | François Clary, rådman                    |
|               |  |  |  |  |  |  |  |                                      |  |  |  |  |  |  |  |                                                    |  |  |  |  |  |  |  |                                           |
|               |  |  |  |  |  |  |  |                                      |  |  |  |  |  |  |  | Drottning Desideria av Sverige och Norge           |  |  |  |  |  |  |  |                                           |
|               |  |  |  |  |  |  |  |                                      |  |  |  |  |  |  |  |                                                    |  |  |  |  |  |  |  |                                           |
|               |  |  |  |  |  |  |  |                                      |  |  |  |  |  |  |  |                                                    |  |  |  |  |  |  |  | Rose Françoise Somis                      |
|               |  |  |  |  |  |  |  |                                      |  |  |  |  |  |  |  |                                                    |  |  |  |  |  |  |  |                                           |
| Kung Oscar II |  |  |  |  |  |  |  |                                      |  |  |  |  |  |  |  |                                                    |  |  |  |  |  |  |  |                                           |
|               |  |  |  |  |  |  |  |                                      |  |  |  |  |  |  |  |                                                    |  |  |  |  |  |  |  | Vicomte Alexandre de Beauharnais          |
|               |  |  |  |  |  |  |  |                                      |  |  |  |  |  |  |  |                                                    |  |  |  |  |  |  |  |                                           |
|               |  |  |  |  |  |  |  |                                      |  |  |  |  |  |  |  | Hertig Eugène av Leuchtenberg, vicekung av Italien |  |  |  |  |  |  |  |                                           |
|               |  |  |  |  |  |  |  |                                      |  |  |  |  |  |  |  |                                                    |  |  |  |  |  |  |  |                                           |
|               |  |  |  |  |  |  |  |                                      |  |  |  |  |  |  |  |                                                    |  |  |  |  |  |  |  | Fransmännens Kejsarinna Joséphine         |
|               |  |  |  |  |  |  |  |                                      |  |  |  |  |  |  |  |                                                    |  |  |  |  |  |  |  |                                           |
|               |  |  |  |  |  |  |  | Prinsessan Joséphine av Leuchtenberg |  |  |  |  |  |  |  |                                                    |  |  |  |  |  |  |  |                                           |
|               |  |  |  |  |  |  |  |                                      |  |  |  |  |  |  |  |                                                    |  |  |  |  |  |  |  |                                           |
|               |  |  |  |  |  |  |  |                                      |  |  |  |  |  |  |  |                                                    |  |  |  |  |  |  |  | Kung Maximilian I av Bayern               |
|               |  |  |  |  |  |  |  |                                      |  |  |  |  |  |  |  |                                                    |  |  |  |  |  |  |  |                                           |
|               |  |  |  |  |  |  |  |                                      |  |  |  |  |  |  |  | Prinsessan Augusta Amalia av Bayern                |  |  |  |  |  |  |  |                                           |
|               |  |  |  |  |  |  |  |                                      |  |  |  |  |  |  |  |                                                    |  |  |  |  |  |  |  |                                           |
|               |  |  |  |  |  |  |  |                                      |  |  |  |  |  |  |  |                                                    |  |  |  |  |  |  |  | Lantgrevinnan Augusta av Hessen-Darmstadt |
|               |  |  |  |  |  |  |  |                                      |  |  |  |  |  |  |  |                                                    |  |  |  |  |  |  |  |                                           |